# Gorgone muscescens
Gorgone muscescens är en fjärilsart som beskrevs av Felder 1874. Gorgone muscescens ingår i släktet Gorgone och familjen nattflyn. Inga underarter finns listade i Catalogue of Life.